# Fare Verde
Fare Verde è un’associazione ambientalista nata nel 1987 in seno al Fronte della Gioventù,  organizzazione giovanile della destra italianadalla riflessione di un gruppo di studenti romani, fuoriusciti dai Gruppi Ricerca Ecologica, dopo il grave disastro di Chernobyl. La costituzione ufficiale avviene nel 1987 e oggi il sodalizio ecologista è presente in tutta Italia. È un'associazione riconosciuta dal Ministero dell'Ambiente e ha la qualifica di ONLUS. Alcuni dei primi aderenti sono militanti del Fronte della Gioventù
, fra questi Paolo Colli, fondatore e anima di "Fare Verde" fino alla sua scomparsa avvenuta il 25 marzo del 2005. Altri aderenti sono studenti delle scuole superiori e delle università romane, attratti dal movimentismo giovanile di quegli anni che era rappresentato nelle scuole da "Fare Fronte per il contropotere studentesco".
Fare Verde opera in 16 regioni italiane con circa 70 gruppi e referenti locali. La sede nazionale è a Roma.

## Storia ed iniziative
Le prime iniziative dell'associazione si ebbero in occasione del disastro di Černobyl', con la partecipazione a varie iniziative contro il nucleare sotto forma di movimento spontaneo. In seguito la mobilitazione antinucleare del movimento si è svolta in vista del referendum dell'ottobre 1987 con assemblee in scuole e università, cortei e partecipazione ai blocchi delle centrali di Latina e Montalto di Castro.
Nel 1987 è stata costituita ufficialmente a Roma l'associazione, che nel 1988-89 è già in 15 località.
Nel 1991 si è tenuta la prima assemblea nazionale (da allora organizzata ogni due anni) ed è stato inoltre individuato nel volontariato per l'ambiente lo strumento caratterizzante l'associazione. Nello stesso anno sono stati avviati i "campi antincendio", corsi di prevenzione e intervento antincendio per volontari, tuttora attivi in collaborazione con la Protezione civile ed il Corpo forestale.
Nel 1992, nel Lazio, è stata organizzata la prima edizione dell'iniziativa "Il mare d'inverno", con la pulizia di un tratto di spiaggia nell'ultima domenica di gennaio, con lo scopo di richiamare l'attenzione sui problemi dell'ecosistema marino. Questa iniziativa si svolge in più di 60 località italiane. Nel 2021 è stata organizzata la 30ª edizione, facendo del "Mare d'Inverno" una delle manifestazioni più longeve nel panorama ambientalista italiano.
Nel 1997 l'associazione si è attivata contro la commercializzazione di cotton fioc non biodegradabili, considerati responsabili ogni anno di parte dell'inquinamento delle spiagge italiane, con iniziative di sensibilizzazione verso l'opinione pubblica e verso la classe politica: nel 2001 viene approvata la legge n. 93 riguardante "Disposizioni in campo ambientale" con cui si vieta la commercializzazione di bastoncini cotonati non biodegradabili.
Nel 1999, alcuni volontari di Fare Verde hanno partecipato alla gestione di un campo profughi a Kavajë in Albania occupandosi principalmente della raccolta e smaltimento dei rifiuti. Questa esperienza dà il via alla costituzione di "Fare Verde Kosovo", sezione kosovara dell'associazione, impegnata in iniziative di carattere ambientale nelle scuole locali ed in particolare sul risparmio energetico.
Nel 2001 l'associazione ha lanciato una nuova campagna per la promozione della raccolta differenziata e compostaggio domestico; nel 2004 ha ricevuto il patrocinio del Ministero delle politiche agricole e forestali per l'iniziativa, dal titolo “Meno rifiuti in città più qualità in campagna", svolta in quasi cento località in collaborazione del Consorzio italiano compostatori e della Coldiretti.
Nel marzo 2003 l'associazione è stata riconosciuta dal Ministero dell'ambiente come associazione di protezione ambientale.
Nel 2005 ha proposto progetti per l'efficienza energetica del patrimonio pubblico, con particolare riferimento agli edifici scolastici svolgendo analisi energetiche, promuovendo interventi per il contenimento dei consumi e realizzando attività di educazione, informazione e sensibilizzazione rivolte a corpo docente, personale della pubblica
amministrazione e cittadini.
Nel 2007 prendono il via i campi di tutela ambientale, svolti annualmente, prevalentemente in aree protette per la manutenzione di sentieri e il monitoraggio di aree di particolare pregio naturalistico. Sempre dal 2007 organizza in Kosovo campi estivi di volontariato antincendio e tutela ambientale che coinvolgono giovani appartenenti a diverse etnie.
Nel 2014, nell'assemblea nazionale tenutasi a Tarquinia Lido (VT) l'11 gennaio, viene eletto presidente nazionale l'avvocato Francesco Greco, originario di Oria (BR), iscritto a Fare Verde dal 1989 e già responsabile regionale della Puglia. Succede a Massimo De Maio che ha retto il sodalizio ambientalista nei precedenti sette anni. Il nuovo direttivo è così composto: Francesco Greco presidente nazionale, Silvano Olmi vice-presidente nazionale, Giuseppe Solla, Maura Luzzitelli, Mimmo De Prisco, Giuseppe Cazzolla e Giancarlo Terzano consiglieri.
Nel 2022, nell'assemblea nazionale tenutasi a Fiuggi il 3 aprile, viene eletto presidente nazionale l'avvocato barese Savino Gambatesa, iscritto a Fare Verde da oltre 20 anni.

## Missione
Secondo l'associazione la salvaguardia degli ecosistemi è minacciata dal porre al centro di ogni decisione l'uomo e i suoi interessi. Inoltre la soluzione dei problemi ambientali passa per un profondo ripensamento degli attuali modelli di produzione e di consumo e degli stili di vita. Il maggiore riferimento culturale dell'associazione è quello della decrescita felice: Massimo De Maio, già presidente nazionale di FV, è stato anche tra i soci fondatori del Movimento per la decrescita felice promosso da Maurizio Pallante agli inizi del 2007 e nel 2006 l'assemblea dei soci ha deciso unitariamente questo orientamento culturale.
Il volontariato, per l'associazione, è un tratto essenziale, sia per permettere alle persone di impegnarsi direttamente nella conservazione degli ecosistemi, sia per stabilire relazioni umane e sociali non mediate necessariamente dal denaro.

## xFare+Verde
xFare+Verde è il periodico dell'associazione, che viene stampato dal 1995 senza alcun apporto pubblicitario (l'associazione raccoglie fondi solo dai propri iscritti e sostenitori e da amministrazioni pubbliche nell'ambito di progetti).